# Музей на виното (Плевен)
Музеят на виното е музей за българските вина и винопроизводство, разположен в Плевен, България. Намира се в пещера в защитена местност „Кайлъка“, в близост до язовир „Тотлебенов вал“. Пещерата се състои от 5 галерии с площ 650 m².

## История
Музеят е основан през 2008 г. като публично-частно партньорство, в което участват държавата като собственик на пещерата и дружеството-инвеститор „Уърлд уайнс“. В екипа на музея участват български специалисти от Плевенската панорама и Регионалния исторически музей. Град Плевен е избран, защото е първият център на винарската индустрия в България. През 1890 г. в града е открито първото и единствено професионално училище по лозарство и винарство. През 1902 г. в града е създаден и национален Институт по лозарство и винарство.

## Описание
Музеят разполага с две дегустационни зали /голямата е с капацитет 50 места/, историческа част и зала с експонати вина от цяла България. Посещението на Музея е съпроводено от дискусия, която включва богата информация относно историята на виното, технологията на производството и др.
Музеят на виното е едновременно и място, където посетителите могат да дегустират и закупят бутилки от наличните над 6000 вида вина от всички региони в България. Предлага и най-голямата в България експозиция (от над 7000 експоната) стари вина – от 30 до 90-годишни. В историческата зала са изложени предмети и атрибути, свързани с лозарството и винарството по българските земи – от древните траки, гърци и римляни до наши дни. Избената зала предлага различни вина, от всички региони в България, разположени в 100 бъчви от френски дъб.
Предлага се и дискусия и дегустация, която се провежда с лектор и е един миникурс в своята същност. Тази практика е много известна във Франция и по света и има образователно-културен характер.

## Дизайн
Интериорът и мебелите на музея на виното са създадени от дизайнера Петър Бажлеков.